# سیارک ۲۱۰۰۱
سیارک ۲۱۰۰۱ (به انگلیسی: 21001 Trogrlic، نامگذاری:1987GF) بیست و یک هزار و یکمین سیارک کشف شده‌است که در ۱ آوریل ۱۹۸۷ کشف شد.